# Arènes Marcel-Dangou
Les arènes Marcel-Dangou, inaugurées en 1926, reconstruites successivement en 1936, 1938, 1960 et 1961, sont les arènes de la commune de Saint-Vincent-de-Tyrosse située dans le département des Landes et la région Nouvelle-Aquitaine. Elles peuvent contenir  de 4 500 à 5 000 personnes,.

## Historique
Des arènes démontables rectangulaires existaient depuis le XIXe siècle et jusqu'en 1924, année où elles ont été construites en dur par l'architecte Albert Pomade, avec un ruedo ovale.
Elles sont la propriété de la municipalité qui en a confié la gestion à partir de 2013 à l'empresa formée par l'association de Robert Pilés et du manadier Pascal Mailhan. Elles ont une architecture typiquement landaise.

## Tauromachie
La feria principale a lieu fin juillet. Elle propose des courses landaises, des courses espagnoles, des novilladas mais aussi des courses portugaises. La Corrida de rejón et la Course de recortadores sont aussi au programme selon les années. Des encierros s'y déroulent parfois, calqués sur le modèle navarrais, mais pratiqués généralement avec des vaches.